# Li Zhong-Sheng
Li Zhong-Sheng, Li Chun-Shan, Li Chun-Chen ou encore Lee Chun-Shan né en Chine dans la province de Guangdong en 1912 et mort en 1984 est un peintre aquarelliste de style occidental, considéré comme étant le pionnier de l’avant-garde abstraite chinoise.  

## Biographie
Son père l'initie à la peinture dès son plus jeune âge. Après une année au collège d'art de Guangzhou, il entre en 1931 au Collège d'art de Shanghai. En 1933 il part pour le Japon où curieux de modernité il s’imprègne des dernières théories et techniques avant-gardistes venues d’occident. Li Zhong-Sheng ou Lee Chun-Shan entre à l'Université des beaux-arts, dont il sort « major » dans la section de peinture occidentale. En 1935, il rejoint un groupe de peintres d'avant-garde : The Tokyo Black Western Painting Association. Il publie également un ouvrage sur la peinture du XXe siècle. De retour en Chine il enseigne à l'Institut national des beaux-arts de Hangzhou de 1934 à 1946. Parmi ses collègues figurent d'autres artistes et, ensemble, ils exposent en 1945 à Chongqing à l'Exposition de peinture moderne. En 1949 il part pour Taïwan. Dans un contexte d’après-guerre (Proclamation de la République Populaire de Chine) propice à la rupture, de nouvelles écoles d’arts se créent. Il rencontre de jeunes artistes en quête de nouveauté. 
Li Zhong-Sheng reprend l'enseignement et ouvre aux étudiants son atelier de la rue d’Antung à Taipei. Il donne un enseignement théorique en laissant toute liberté à ses élèves qu’il ne veut délibérément pas influencer stylistiquement. En 1951 il fonde l'Atelier d'art d'avant-garde. Les futurs fondateurs du « Ton Fan Group » ou «Association des peintres d'Extrême-Orient »/ «Société de peinture de l'Orient» y suivent assidument ses préceptes novateurs. 
Li Zhong-Sheng a joué un rôle essentiel dans le développement de l’abstraction chinoise d’après-guerre. 
En 1979, il bénéficie d'une exposition personnelle en Italie.

## Exposition majeure
- 2011 : Lee Chun-Shan – Centennial memorial exhibition, National Taiwan Museum of Fine Arts, Taichun, Taïwan